# Geosmithia putterillii
Geosmithia putterillii är en svampart som först beskrevs av Thom, och fick sitt nu gällande namn av Pitt 1979. Geosmithia putterillii ingår i släktet Geosmithia, ordningen köttkärnsvampar, klassen Sordariomycetes, divisionen sporsäcksvampar och riket svampar.   Inga underarter finns listade i Catalogue of Life.